# Monthermé
Monthermé è un comune francese di 2 561 abitanti situato nel dipartimento delle Ardenne nella regione del Grand Est.

## Società

### Evoluzione demografica
Abitanti censiti